# Station Sancourt
Station Sancourt is een spoorwegstation in de Franse gemeente Sancourt.